# Хільєр
Хільєр (англ. Hillier) — мінеральне озеро, рожевого кольору, що розташоване на краю острова Міддл (англ. Middle Island), найбільшому в архіпелазі Речерче, у районі Голдфілдс-Есперанс. Архіпелаг розташований біля південного узбережжя Західної Австралії. Його довжина не перевищує 600 м, а ширина становить близько 250 м. Лише вузька смуга дюн, покритих рослинністю, відокремлює його на півночі від океану. Виразність озеру надають пісок і біла сіль, які розташовані по краях і обрамляють його. Незвичайний колір озера Хільер був виявлений в 1802 році під час експедиції капітана Метью Фліндерса — дослідника Австралії, гідрографа і вченого.
Джерело рожевого забарвлення озера Хільєр довгий час не було знайдене, але згідно з однією з гіпотез вчених, кольорова вода — результат життєдіяльності мікроорганізмів і бактерій, що мешкають у цій соленій водоймі. Причому рівень вмісту солі тут значно перевищує аналогічні показники в прибережних океанських водах, і в посушливі літні місяці рожеві відтінки перетворюються в коралові і бордові. У 2016 році в рамках проекту Extreme Microbiome Project були проведені метагеномні дослідження води озера, які виявили, що рожевий відтінок воді дійсно надає присутність водорості Dunaliella salina, а також організмів Salinibacter ruber, Dechloromonas aromatica і деяких інших видів архей. Відкриття зробив австралійський мікробіолог Кен Макграф (англ. Ken McGrath)..
Хільєр знаходиться на острові Мідл у південно-західній частині Австралії, і самостійно дістатися до нього вкрай складно. Водної навігації в цьому районі немає, і практично єдиним способом дібратися сюди є повітряний транспорт. Але з метою збереження унікальної екосистеми, приземлятися на острові заборонено.